# آنامیکا (فیلم ۲۰۱۴)
آنامیکا (به انگلیسی: Anaamika) فیلمی هندی محصول سال ۲۰۱۴ و به کارگردانی سکار کامولا است. در این فیلم بازیگرانی همچون نایانتارا، وایبهاو ردی، پاسوپاتی و هارشواردان رانه ایفای نقش کرده‌اند.
این فیلم بازسازی فیلم داستان می‌باشد.